# Индийски хамелеон
Индийският хамелеон (Chamaeleo zeylanicus) е вид влечуго от семейство Хамелеонови (Chamaeleonidae). Видът не е застрашен от изчезване.

## Разпространение и местообитание
Разпространен е в Индия (Андхра Прадеш, Гоа, Гуджарат, Карнатака, Керала, Мадхя Прадеш, Махаращра, Ориса, Раджастан, Тамил Наду и Чхатисгарх), Пакистан и Шри Ланка.
Обитава гористи местности, пустинни области, места със суха почва, поляни и храсталаци.